# Nove, Konotop
Nove (în ucraineană Нове) este un sat în comuna Prîseimea din raionul Konotop, regiunea Sumî, Ucraina.

## Demografie
Componența lingvistică a localității Nove
     Ucraineană (94,74%)
     Rusă (5,26%)
Conform recensământului din 2001, majoritatea populației localității Nove era vorbitoare de ucraineană (94,74%), existând în minoritate și vorbitori de rusă (5,26%).